# Jalea de flores
La jalea de flores o confit de flores es una jalea de flores confitadas en almíbar. Se elabora con pétalos de flores comestibles cocidas en almíbar, y tiene una textura transparente y poco consistente dado que las flores no tienen pulpa. Para conseguir la consistencia idónea, tiene más de 50% de azúcar y se añade pectina de fruta y a menudo un gelificante como el agar agar.

## Características
Las jaleas de flores más comunes son de rosa, jazmín, violeta, lavanda y flor de romero, pero se encuentran también de muchas otras flores comestibles, de una sola especie o mezcladas. Estas flores consumidas crudas tienen poco sabor, pero al confitarlas los aromas se concentran y se aprecian mejor. Se emplean como las mermeladas: en tostadas, mezcladas con yogur o queso fresco, o para acompañar carnes que casan bien con lo dulce como la carne de ave, de cerdo y de caza. Las jaleas de flores son un producto menos común que las mermeladas y jaleas de fruta, y se encuentran en tiendas delicatessen.

## Legislación
En la Unión Europea, la legislación comunitaria reserva las denominaciones confitura, mermelada y jalea a productos elaborados con fruta, por lo que legalmente no se podrían aplicar a productos elaborados con flores. Por otro lado, el empleo de flores en gastronomía está aún sin legislar y esa falta de normativa ha conducido la U.E. a conflictos con los gastrónomos, cocineros y productores de flores orgánicas que defienden esta tradición milenaria.